# Александровка (Марксовский район)
Александровка (нем. Hoсkerberg) — село в Марксовском районе Саратовской области, в составе сельского поселения Подлесновское муниципальное образование.
Основано как немецкая колония Гоккерберг в 1767 году
Население — 247 (2010)

## История
Основано в 1767 году. Первые поселенцы — 24 семьи из Дармштадта, Вюртемберга и Лотарингии. Вызывательская колония Борегара. Первоначально колония относилась к Панинскому колонистскому округу. После губернской реформы 1797 года в составе Вольского уезда (с 1835 года - в составе Николаевского уезда) Саратовской губернии (с 1851 года - Самарской губернии). После перехода к волостному делению в составе Панинской, затем Рязановской волости Николаевского уезда Самарской губернии
Первоначально заложена у реки Малый Караман, в 1770 году колония перенесена на более благоприятное место. После 1915 года село получило название Александровка
С 1918 года в составе Панинского (Шенхенского) района Трудовой коммуны (автономной области) немцев Поволжья (с 1924 года — АССР немцев Поволжья), с 1922 года — в составе Марксштадтского кантона, административный центр Гоккербергского сельсовета
В голод 1921 года в селе родилось 55, умерли 326 человек. В 1926 году в селе имелись сельсовет, кооперативная лавка, сельскохозяйственное кооперативное товарищество, начальная школа. В период коллективизации организован колхоз «Нейе Гофнунг». В 1927 году возвращено название Гоккерберг.
28 августа 1941 года был издан Указ Президиума ВС СССР о переселении немцев, проживающих в районах Поволжья. Немецкое население депортировано, село, как и другие населённые пункты Марксштадтского кантона было включено в состав Саратовской области. Переименовано в Александровка.

## Физико-географическая характеристика
Село находится в Низком Заволжье, относящемся к Восточно-Европейской равнине, на границе Сыртовой равнины и поймы Волги, на левом берегу реки Гнилуха, между сёлами Буерак и Орловское, на высоте около 20 метров над уровнем моря. От села Буерак отделено оврагом. Почвы тёмно-каштановые солонцеватые и солончаковые.
По автомобильным дорогам расстояние до областного центра города Саратова — 85 км, до районного центра города Маркс — 19 км, до административного центра сельского поселения села Подлесное — 8 км. У села проходит региональная автодорога Р226 (Волгоград — Энгельс — Самара)
Часовой пояс
Александровка, как и вся Саратовская область, находится в часовой зоне МСК+1. Смещение применяемого времени относительно UTC составляет +4:00.

## Население
Динамика численности населения
| 1769 | 1773 | 1788 | 1798 | 1816 | 1834 | 1850 | 1859 | 1883 | 1889 | 1897 | 1905 | 1910 | 1920 | 1922 | 1926 | 1931 | 1987 | 2002 |
| ---- | ---- | ---- | ---- | ---- | ---- | ---- | ---- | ---- | ---- | ---- | ---- | ---- | ---- | ---- | ---- | ---- | ---- | ---- |
| 105  | 110  | 105  | 108  | 231  | 407  | 633  | 645  | 921  | 954  | 1102 | 1509 | 1676 | 1475 | 918  | 979  | 1323 | ≈180 | 239  |

В 1931 году 99,9 % населения села составляли немцы
| 2002 | 2010 |
| ---- | ---- |
| 240  | ↗247 |